# Rockefeller Center
Das Rockefeller Center ist ein zentral gelegener Gebäudekomplex im Stadtbezirk Manhattan in New York City. Er besteht aus insgesamt 20 Bauten, darunter 19 Hochhäuser, und erstreckt sich in Midtown Manhattan über drei Straßenblocks im Karree zwischen Fifth Avenue und Avenue of the Americas (Sixth Avenue), West 47th Street und West 52nd Street. Mit einer Höhe von 259,1 Metern und insgesamt 70 Stockwerken ist das 30 Rockefeller Plaza (Comcast Building), früher GE Building und RCA Building, das höchste Gebäude des Rockefeller Centers und gehört zu den höchsten New Yorks.

## Geschichte

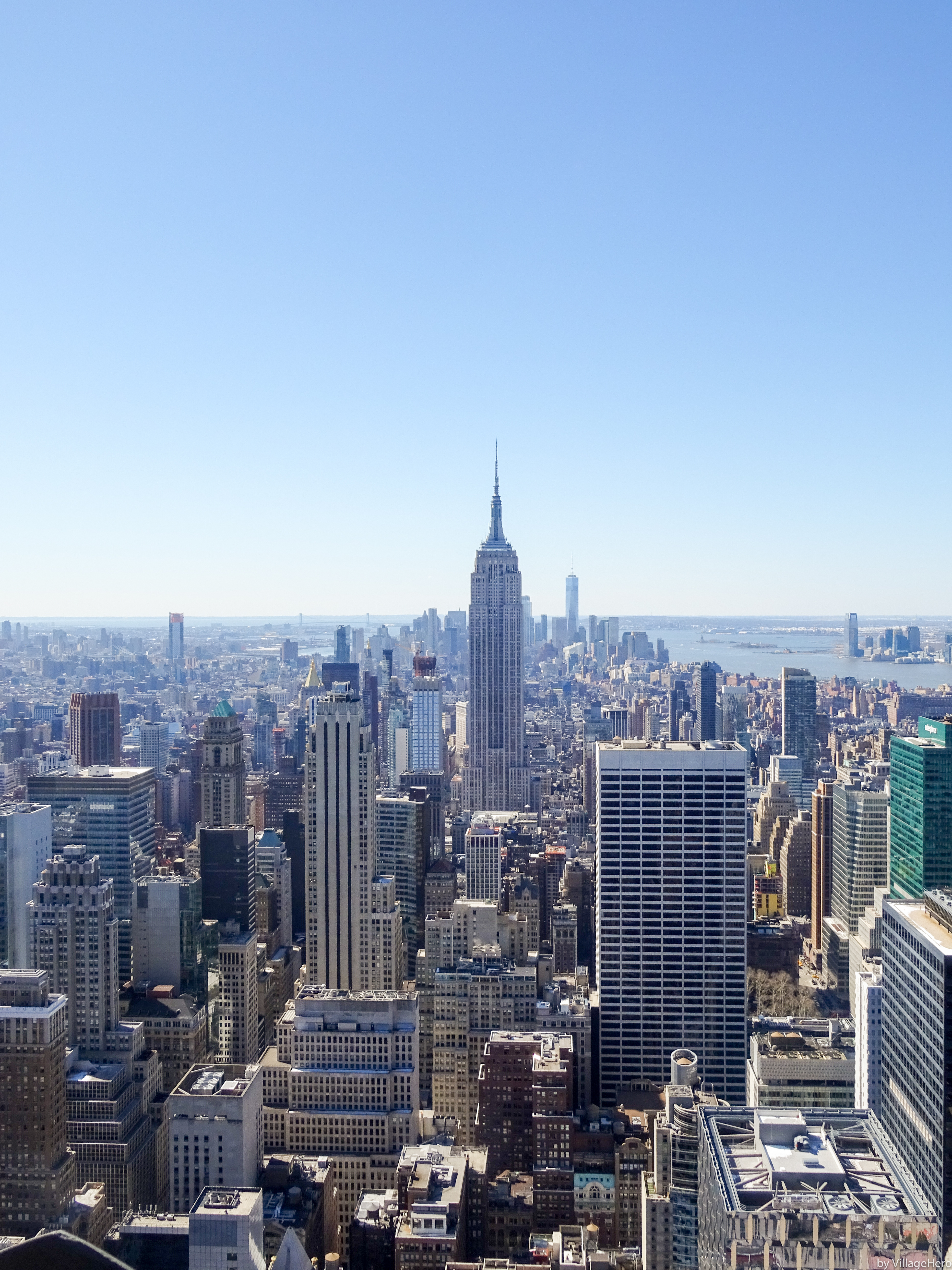
Blick vom Top of the Rock Richtung Empire State Building und Lower Manhattan im Jahr 2018

Das ehrgeizige Projekt begann 1926 mit dem Wunsch, der städtischen Oper, der Metropolitan Opera, ein neues Haus zu errichten. Das Konzept einer einheitlichen Bebauung mit einem Platz in der Mitte geht auf den Entwurf des Architekten der Oper, Benjamin Wistar Morris, zurück. John D. Rockefeller II. war von dieser Idee so überzeugt, dass er schließlich eine führende Rolle bei der Durchführung des Projekts übernahm.
Nach dem Börsenkrach 1929 stieg die Oper aus dem Projekt aus. Sie errichtete ihr neues Haus 40 Jahre später westlich des Central Park im Lincoln Center. Rockefeller hingegen sah sich nun mehreren teuren Einzelgrundstücken gegenübergestellt. Der Charakter des Projekts änderte sich jetzt drastisch und wurde strikt kommerziell – und es war auch ein Erfolg, ganz im Gegensatz zum Empire State Building (wo viele Büros lange leer standen). 1929 unterzeichnete Rockefeller mit dem Eigentümer der Grundstücke – der Columbia University – einen Mietvertrag für 24 Jahre.
Der Bau der Gebäude im Art-déco-Stil begann 1931. Es entstand ein einmaliges Ensemble verschiedener, aber stilistisch einheitlicher und aufeinander bezogener Gebäude, die alle gleich ausgerichtet sind. Geplant wurden diese Bauwerke von einer Architektengruppe, an deren Spitze Raymond Hood stand. Für die künstlerische Gestaltung der Gebäude und Anlagen waren unter anderem der mexikanische Maler Diego Rivera und die amerikanischen Bildhauer Lee Lawrie und Paul Manship verantwortlich. Das Comcast Building wurde 1933 als RCA Victor Building gebaut und 1988 in GE Building umbenannt, zwei Jahre nachdem General Electric RCA übernommen hatte. Seit 2015 trägt es den heutigen Namen.
Später, in den 1960er und 1970er Jahren, wurden vier Gebäude im Internationalen Stil an der den älteren Teilen des Komplexes gegenüberliegenden Straßenseite an der Avenue of the Americas erbaut. Sie zählen auch zum Rockefeller Center.
Am 23. Dezember 1987 wurde dem damaligen General Electric Building, dem heutigen Rockefeller Center der Status eines National Historic Landmarks verliehen. Am gleichen Tag folgte der Eintrag in  National Register of Historic Places.
Der gesamte Rockefeller-Center-Komplex wurde 1989 durch Mitsubishi Estate gekauft. Zehn Jahre später kaufte Tishman Speyer Properties die ursprünglichen Art-déco-Gebäude von Mitsubishi.
Am 1. November 2005 wurde nach fast 20 Jahren die Aussichtsplattform im 70. Stockwerk des damaligen GE Building unter dem Namen Top of the Rock wiedereröffnet. Sie wurde ursprünglich 1933 eröffnet, damals wie das Deck eines Luxusdampfers gestaltet, und 1986 wieder geschlossen, nachdem die Rainbow Room Bar im 65. Stock expandiert hatte. Die beiden Kunstwerke „Joie“, ein 10 Meter hoher Kronleuchter im Foyer, und „Radiance“, eine umlaufende Kristallwand mit insgesamt 160 m² Fläche auf der 67. Etage, stammen von dem deutschen Künstler und Designer Michael Hammers.

## Der Komplex

### Architektur

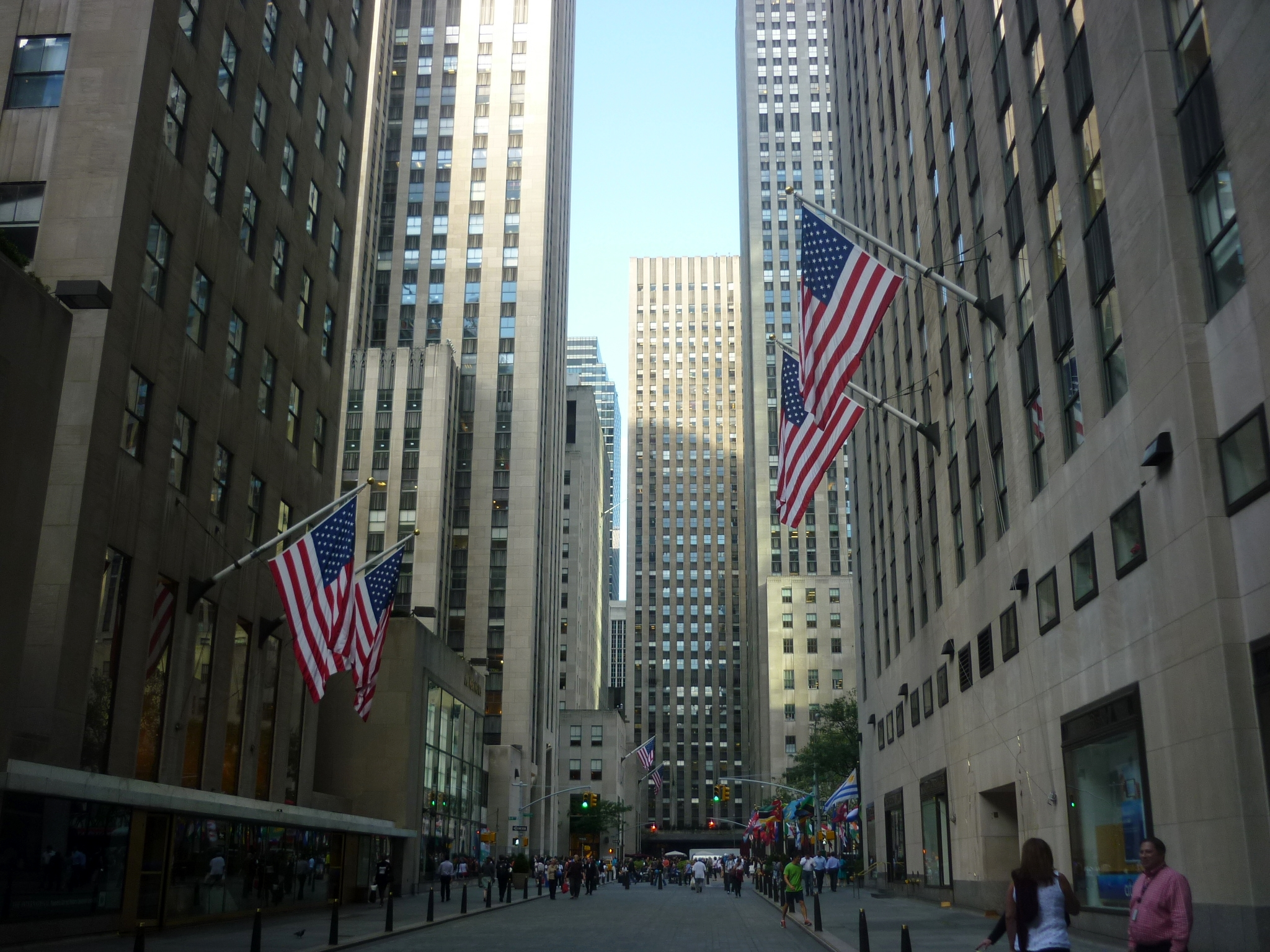
Die harmonische Gebäudegruppe des Rockefeller Centers

Das Rockefeller Center war ein völlig neuer Schritt in der Geschichte moderner urbaner Architektur. Hier hat ein reicher Geschäftsmann (John D. Rockefeller) ein komplexes städtebauliches Konzept realisiert. Neu war, dass nicht nur ein Wolkenkratzer errichtet wurde, sondern eine Gebäudegruppe als architektonische Einheit im Zentrum einer Metropole.
Zwischen 1930 und 1939 entstanden 15 Hochhäuser im Stil des Art déco, von denen eines 1954 abgerissen wurde, so dass noch 14 erhalten sind. Ab 1947 wurden fünf weitere Bauten hinzugefügt. Dazu kommt noch das älteste der Gebäude im Rockefeller Center, die Radio City Music Hall. Sie war schon seit Ende der 1920er Jahre in Bau, als die Entscheidung für das Rockefeller Center fiel und wurde 1932 fertiggestellt.

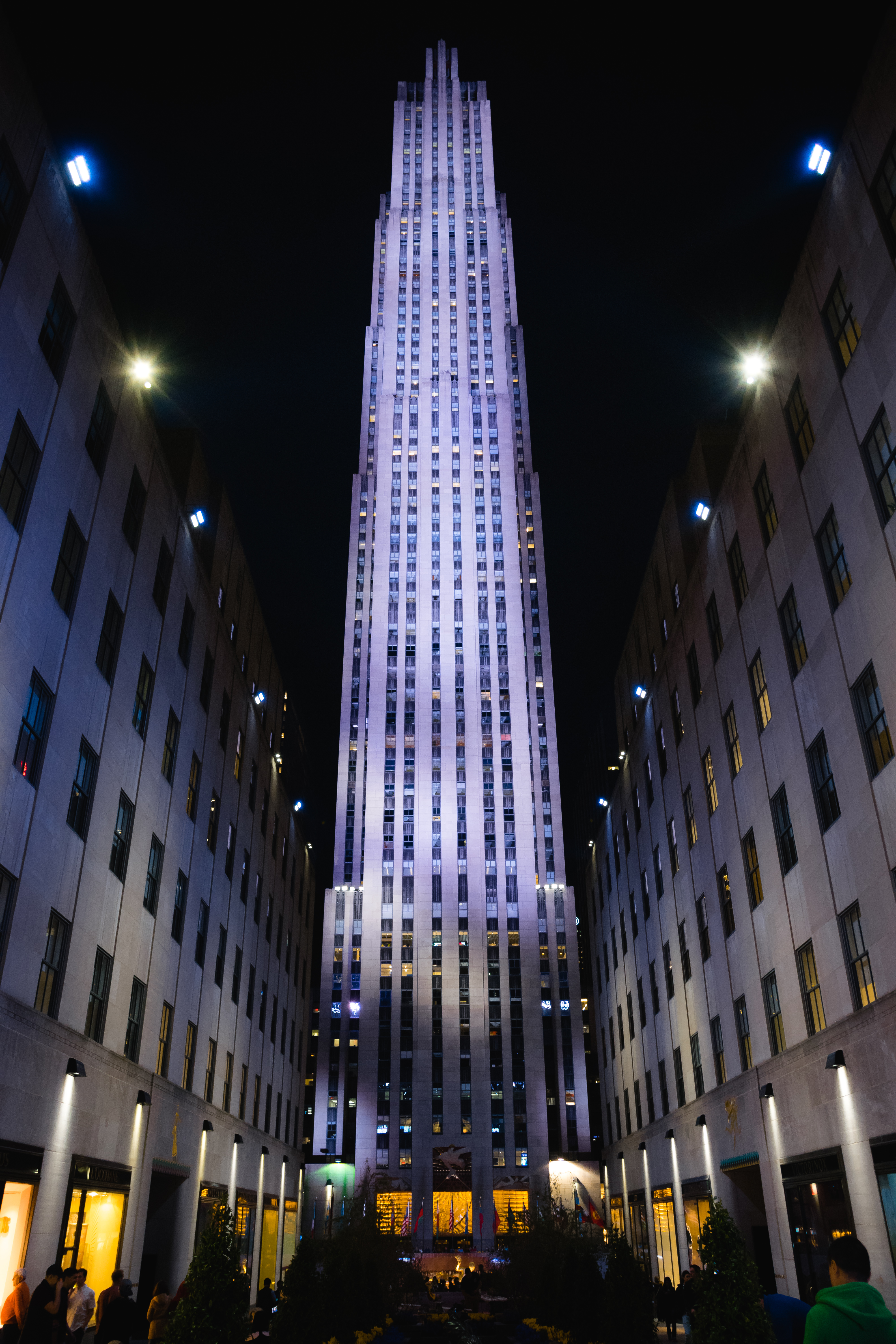
Das 30 Rockefeller Plaza, eines der bekanntesten Gebäude des Komplexes

Die hohen Gebäude des Rockefeller Centers sind nicht quadratisch gestaltet, sondern rechteckig wie Scheiben in die Länge gezogen, um das Sonnenlicht maximal auszunutzen und möglichst vielen Zimmern möglichst lange Sonneneinstrahlung zu gewähren. Kein Punkt im Inneren durfte mehr als neun Meter von einem Fenster entfernt sein. Die Außenseite des gesamten Rockefeller Center besteht aus weißem Kalkstein, der aus einem Steinbruch in Indiana stammt. Er enthält zahlreiche Fossilien von Tieren, die vor 300 Millionen Jahren das Meer bevölkerten.

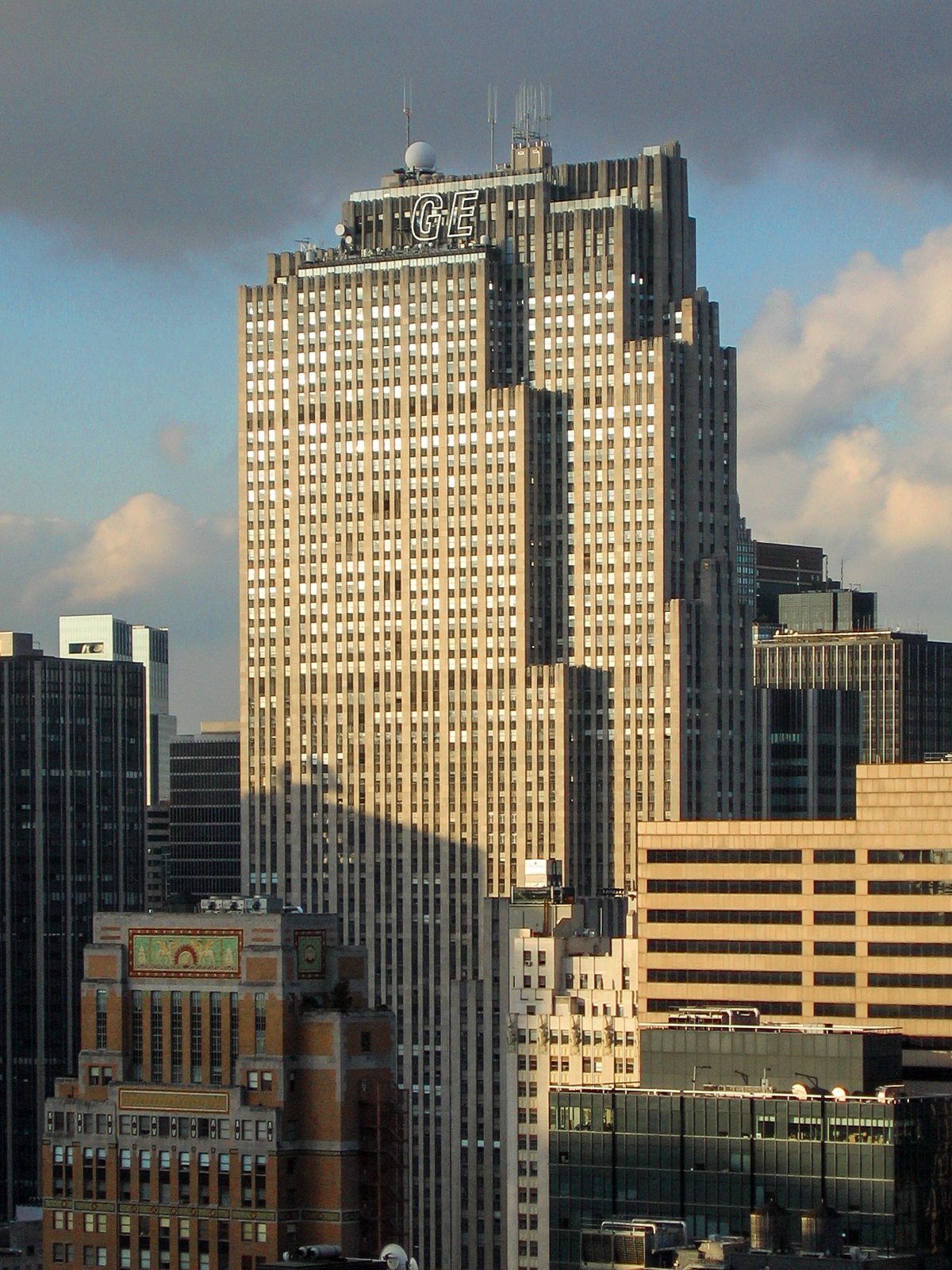
Das Comcast Building

### Gebäude und Gelände
Das Comcast Building ist sowohl das höchste als auch das bekannteste Gebäude des Rockefeller Centers. Mit 259,1 Metern Höhe und 70 Stockwerken ist es der 32-höchste Wolkenkratzer der Stadt (Stand 2022). Hier befindet sich das Hauptquartier von NBC und MSNBC. Neben deren Büros befinden sich auch Studios der Fernsehanstalt hier, wo die NBC Nightly News mit Lester Holt, Today, die Tonight Show, Late Night with Seth Meyers, Saturday Night Live und weitere Produktionen von NBC aufgezeichnet und gedreht werden. Nach der Adresse des Gebäudes ist die NBC-Sitcom 30 Rock benannt. Neben NBC unterhält auch General Electric hier Büros. Auch ist das Comcast Building eine der bedeutendsten Touristenattraktionen in New York City.

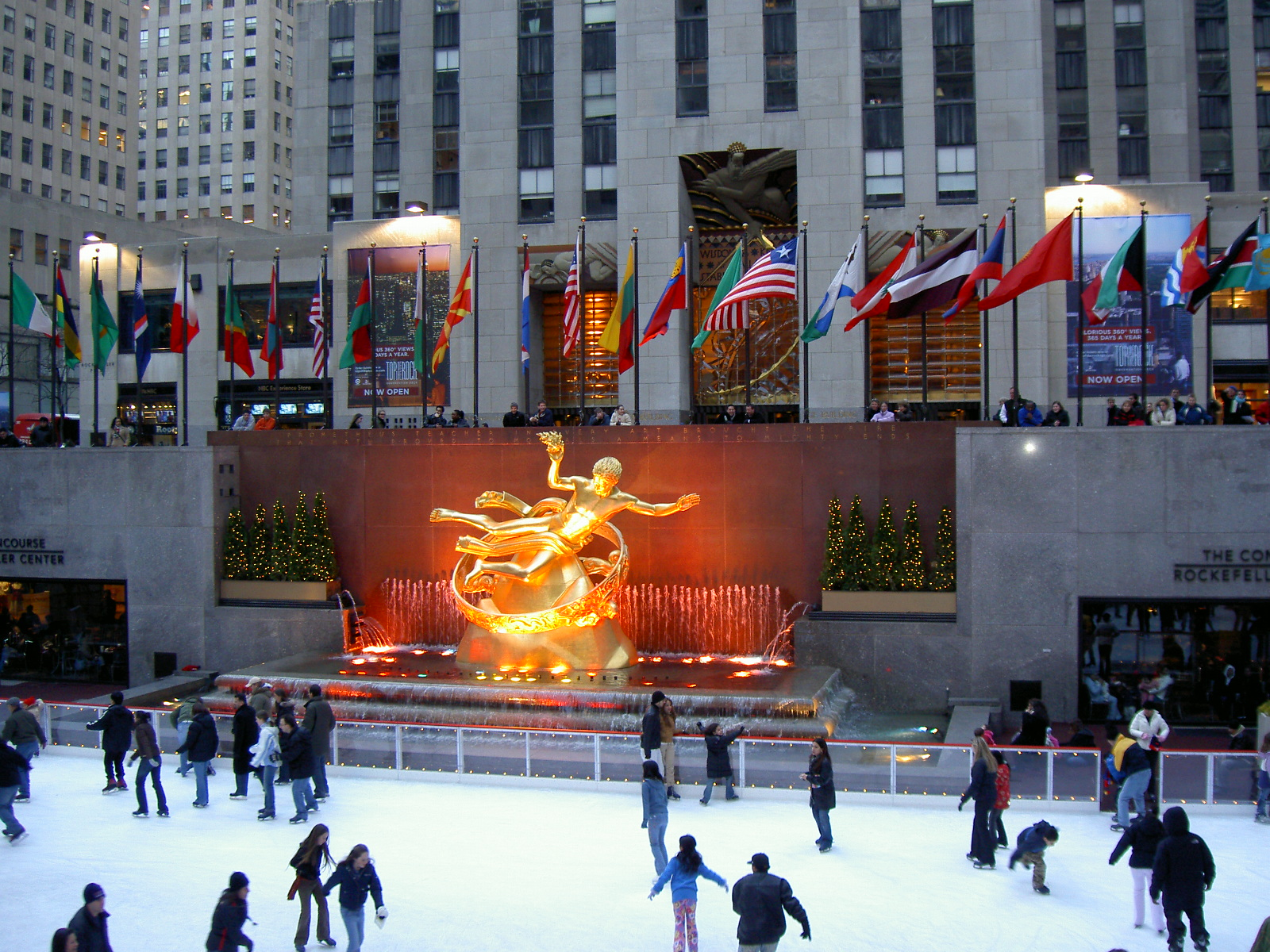
Eislaufbahn mit der Prometheus-Statue

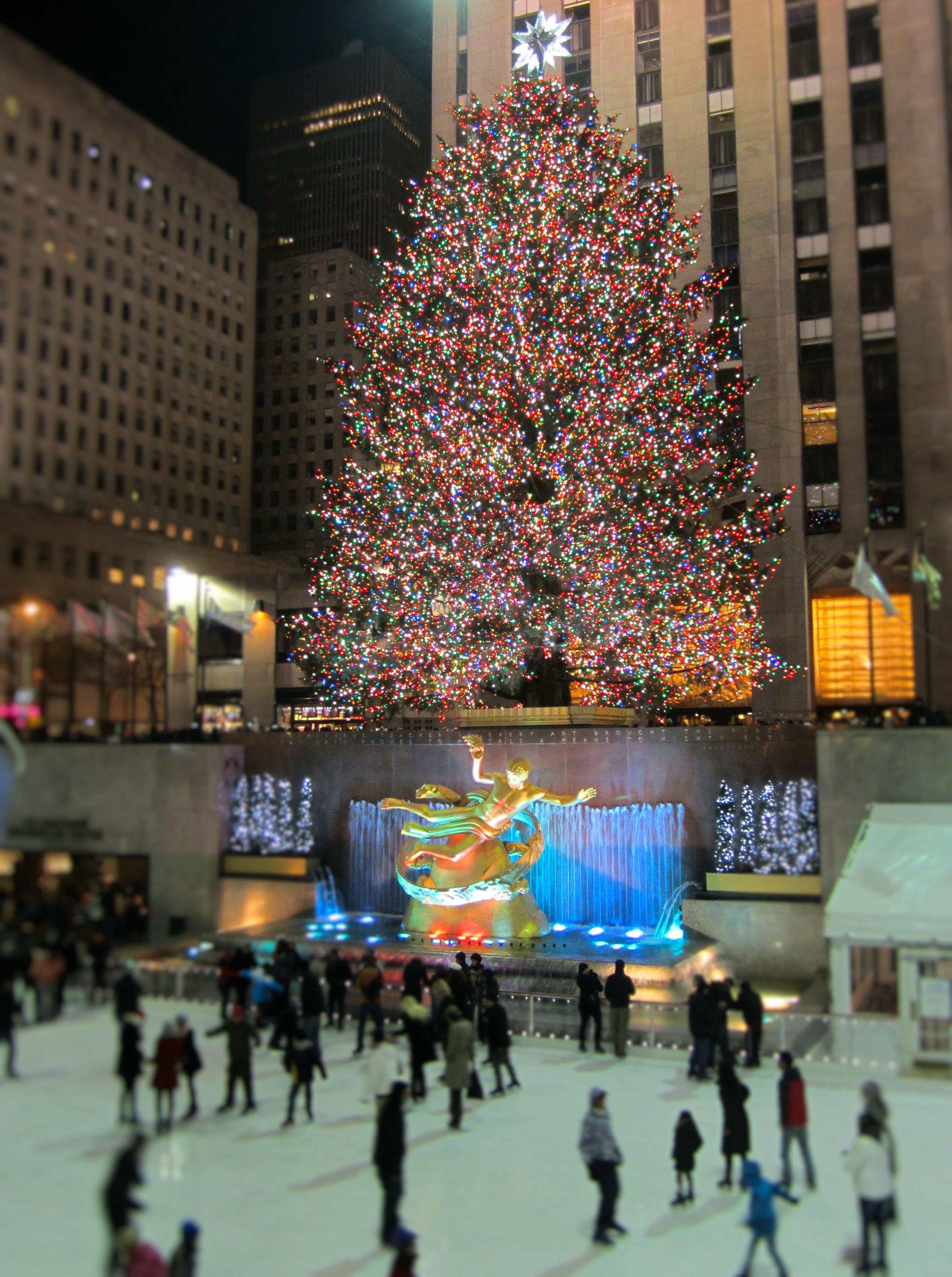
Christbaum an Heiligabend 2011

Bekannt ist unter anderem die Prometheus-Statue im Vordergrund des Gebäudes. Diese steht an der Lower Plaza, die ursprünglich die Eingangspassage zu den Geschäften im Untergeschoss werden sollte, aber während der Wirtschaftskrise ging es den Luxusboutiquen schlecht. 1936 verfiel man daher auf eine neue Werbestrategie, nämlich die Plaza je nach Jahreszeit umzufunktionieren und sie – und das war die kühnste Idee dabei – im Winter in eine Eislaufbahn zu verwandeln. Diese Maßnahme wurde überaus erfolgreich und verwandelte diesen Platz mitten im Rockefeller Center in eine soziale Begegnungsstätte zwischen Arm und Reich. Im Sommer wird das Gelände als Konzertplatz im Herzen New Yorks genutzt. Zur Weihnachtszeit ist die Lower Plaza für den riesigen Weihnachtsbaum bekannt; die norwegische Fichte ist mit üblicherweise 23 bis 27 m Höhe und mindestens 10 m Breite der größte der USA. An der Spitze befindet sich ein fast drei Meter großer und mit 25.000 Kristallen besetzter Stern von Swarovski. Die etwa 30.000 Lichter des Baumes werden jedes Jahr vom amtierenden New Yorker Bürgermeister entzündet (Tree Lighting Ceremony).
Des Weiteren sollte auf dem Gelände des Rockefeller Centers jede Nation ein eigenes Gebäude bekommen. So gibt es ein Maison Francaise, das British Empire Building, einen Palazzo d’Italia und das International Building. Alle Gebäude des Komplexes sind durch unterirdische Ladenstraßen miteinander verbunden, in denen sich außer Geschäften auch Cafés und Restaurants befinden. Dort befinden sich auch die Schächte der New York City Subway. Das Fundament des Komplexes ist bis zu 26 Meter tief gebaut.
Die Radio City Music Hall befindet sich auch auf dem Gelände des Rockefeller Centers. Sie wurde im Dezember 1932 fertiggestellt und war damals als das größte Theater der Welt bekannt.
Das Rockefeller Center erhielt 1969 als erstes Gebäude den Twenty-five Year Award des American Institute of Architects verliehen, der mit einem Abstand von 25 Jahren zur Fertigstellung die beispielhafte Erfüllung der Nutzerbedürfnisse und die Kreativität des Architekten auszeichnet.

## Panorama
Die wohl berühmteste Abbildung, die im Zusammenhang mit dem Rockefeller Center entstanden ist, ist die Fotografie Lunch atop a Skyscraper. Sie wurde im Rahmen einer Werbekampagne für das neue Gebäude am 29. September 1932 im 69. Stock des Rockefeller Centers aufgenommen, kurz vor dessen Fertigstellung. Sie zeigt Bauarbeiter des benachbarten, in Bau befindlichen RCA Buildings (heute Comcast Building).